# Малий Тютерс
Малий Тютерс (рос. Малый Тютерс, фін. Pien-Tytärsaari, або Säyvö) — острів у Фінській затоці Балтійського моря, за 15 км на південний захід від острова Великий Тютерс. Входить до складу Ленінградської області Росії. Площа острова — 1,6 км² .
На Малому Тютерсі є два маяки: перший — на північно-західному краю острова, другий — на самому кінці довгої коси на його південній стороні. Північно-західний маяк є ґратчастою, квадратною в основі вежею заввишки 8 м. Його фокальна площина розташована на висоті 14 метрів. Дає білий спалах кожні 6 секунд. На вежі закріплено денну мітку — рейкову, білу з червоною вертикальною смугою посередині. Південний маяк ідентичний північно-західному.

## Історичні відомості
За Ніштадтським мирним договором 1721 р. перейшов від Швеції до Російської імперії і залишався у складі спочатку Виборзької губернії, а потім Великого князівства Фінляндського. Відповідно до Тартуського мирного договору між РРФСР і Фінляндією 1920 р. острів відійшов до Фінляндії, де залишався до 1940 року, коли був анексований разом із іншими фінськими землями внаслідок радянсько-фінської війни.
Під час німецько-радянської війни був зайнятий німецькою армією. Належність Малого Тютерса до Радянського Союзу закріплена Паризьким договором 1947 р.

## Наукові дослідження на острові, охорона природи
Влітку 1993 острів відвідала російсько-фінська наукова експедиція, організована за підтримки Всесвітнього фонду дикої природи.
Навесні 2009 року прийнято рішення про включення острова до складу Інгерманландського заповідника, де одним з об'єктів охорони є кільчаста нерпа — її балтійський підвид (Phoca hispida botnica), вельми поширений на Малому Тютерсі .
Район острова багатий на залізомарганцеві конкреції.